# Złotów (gromada)
Złotów – dawna gromada, czyli najmniejsza jednostka podziału terytorialnego Polskiej Rzeczypospolitej Ludowej w latach 1954–1972.
Gromady, z gromadzkimi radami narodowymi (GRN) jako organami władzy najniższego stopnia na wsi, funkcjonowały od reformy reorganizującej administrację wiejską przeprowadzonej jesienią 1954 do momentu ich zniesienia z dniem 1 stycznia 1973, tym samym wypierając organizację gminną w latach 1954–1972.
Gromadę Złotów z siedzibą GRN w mieście Złotowie (nie wchodzącym w jej skład) utworzono 31 grudnia 1961 w powiecie złotowskim w woj. koszalińskim z obszarów zniesionych gromad Święta (oprócz wsi Nowa Święta i Wąsosz) i Zalesie (oprócz wsi Piecewo i Węgierce) w tymże powiecie; równocześnie do nowo utworzonej gromady Złotów włączono wieś Płosków z gromady Zakrzewo w tymże powiecie.
W 1965 roku gromadą zarządzało 21 członków gromadzkiej rady narodowej.
1 stycznia 1972 do gromady Złotów włączono grunty o powierzchni 2582 ha z miasta Złotów w tymże powiecie; z gromady Złotów wyłączono natomiast część wsi Błękwit o obszarze 130 ha, włączając ją do Złotowa.
Gromada przetrwała do końca 1972 roku, czyli do kolejnej reformy gminnej. 1 stycznia 1973 w powiecie złotowskim utworzono gminę Złotów.